# 이천 (1376년)
이천(李蕆, 1376년 ~ 1451년 11월 30일(음력 11월 8일))은 조선 세종 대에 활약한 무관이자 행정가, 과학자이다.
본관은 예안(禮安)이고 호(號)는 불곡(佛谷)이며 시호(諡號)는 익양(翼襄)으로 군부판서 이송(李竦)의 아들이다. 그는 최윤덕에 이어 평안도 도절제사가 되어 사군을 개척하였고, 장영실과 함께 앙부일구와 자격루를 제작하였다.

## 생애
이천은 고려 말기 권문세족 서원 염씨 제신의 외손자이다. 이천은 1393년(태조 2년)에 음서로 천거되어 18세의 나이로 별장(別將)에 임명되었고, 1402년(태종 2년)에 무과에 급제하였다. 1410년에 무과 중시(武科 重試)에 급제하였다. 1415년(태종 15년)에 군기감정(軍器監正)으로 평안도(平安道)·영길도(永吉道)에 파견되어 각영의 군기·의갑을 점고하였고, 도성까지 이르는 길을 순찰하여 계문하였다.
1418년(세종 즉위년) 공조참판이 되어 제기 주조를 감독하였고 어마를 하사 받았다. 1419년(세종 1년)에는 우군 첨총제에 올랐고, 다시 우군 부절제사가 되었다. 이어 첨절제사로 대마도 정벌에 종군하였여 공을 세워 좌군 동지총제에 제수되었다. 이어서 대마도의 왜적을 방비하기 위해 경상 해도 조전절제사에 올랐다. 같은 해에 다시 황해도 안흥량에서 왜적이 노략질을 하고 대마도로 향하니 이들을 토벌하기 위해 우군 절제사가 되어 대마도에 다녀왔다. 이에 그 공으로 같은 해 충청도 병마 도절제사가 되었다.
1420년에 공조참판에 올라 국장도감의 제조가 되었다. 세종의 명으로 ‘경자자’라는 새로운 활자를 만들었으며, 1421년에 도성수축도감(都城修築都監)의 제조를 겸하였다. 1422년(세종 4년)에는 세종의 명으로 공청이나 사가에서 사용하는 저울(稱子)을 정확하게 개조하였고 사륜차(四輪車)를 만들었다. 같은 해 우군동지총제(右軍同知摠制)가 되었다.
1424년(세종 6년) 천추사총제가 되어 북경에 다녀왔다. 이어 헌릉의 비석을 감독하여 조성한 공으로 안장 갖춘 말을 하사받았다. 1425년(세종 7년) 안주선위사(安州宣慰使)를 거쳐 병조 참판이 되었다. 1426년에는 중군총제(中軍摠制)가 되고 이듬해에 공조참판이 되었다. 이후에도 공조참판으로 함길도 경원 등지 성터를 살피고 평안도 지방의 성곽의 기지를 살폈다. 이어 다시 중군총제가 되었다.
1431년에는 우군 도총제가 되었다. 1432년 정조사(正朝使)가 되어 명에 다녀왔고, 이어 지중추원사가 되었다. 1433년에는 혼천의를 올렸다. 1434년 ‘갑인자’를 만들어 인쇄 발달에 이바지하였다.
1435년(세종 17년) 자헌대부 중추원부사(中樞院府事)가 되었다. 1436년에는 최윤덕에 이어 평안도 도절제사가 되었다. 1437년 7월에 평안도 도절제사로서 약 8,000명의 군사로 다시 한번 파저강 유역의 여진족을 정벌하였다. 이 공으로 정헌대부 호조판서 겸 평안도 도절제사가 되었다. 이어 북방지역에 16구자에 방수할 방안을 아뢰는 등 4군의 안정적인 구축에 힘썼다. 동년배인 영중추원사 최윤덕과 마찬가지로 60세가 넘어서도 재상의 반열에 있으면서 변방에서 5년이라는 시간 동안 전임하여 북방의 안정에 힘썼다. 그러나 1440년 이 직무를 소홀히 했다는 탄핵을 받아 충청도 천안군(天安郡)에 귀양을 갔다가 1441년 풀려났다.
1442년에 산릉수리도감(山陵修理都監)의 제조가 되어 헌릉·건원릉·제릉을 수리하며, 중추원부사(中樞院副使)에 제수되었고, 이듬해 중추원사(中樞院使)가 되었다가 군기감제조(軍器監提調)로 전임하였다가 다시 중추원사가 되었고 이어 지중추원사가 되었다.
1446년 국장·산릉의 도감을 설치하매 두기관의 제조가 되었다. 1449년 74에 이르러 모친상을 당하였다. 그러나 세종이 승하하자 기복을 명받아 1450년 중추원사(中樞院使)가 되고, 다시 판중추원사(判中樞院事)가 되었고 궤장을 하사받았다.
1451년 11월 8일 졸하였다. 시호를 익양(翼襄)이라 하니, '사려(思慮)가 깊고 먼 것을 익(翼)이라 하고, 갑주(甲胄)의 공로가 있음을 양(襄)'이라 한다.
사후인 1460년(세조 6년)에 원종 3등 공신에 책록 되었다.

## 업적
호조판서로서 오랜 연구 끝에 천문학 기구인 대간의·소간의·혼의·앙부일구·자격루 등을 만들었고, 그 밖에 화포를 만드는 등 과학 발전에 크게 이바지하였다. 이외에도 나라에서 건축하거나 개축하는 공사에서 대부분 주관하는 관청의 재조를 맡아서 능력을 발휘하였다. 그리고 조선 최고의 과학자인 장영실을 알아보고 적극추천한 바가 있다.
과학적인 재능이 뛰어났지만 무인으로써도 뛰어난 활약을 하였다. 대마도 정벌에 첨절제사로 참여하였고, 1433년 대대적인 파저강 유역의 정벌이 있고 난 이후 정벌 책임자였던 정렬공 최윤덕이 3년을 역임한 이후 후임자로 평안도 도절제사가 되어 5년을 직임하였다. 그리고 1437년 파저강 유역의 여진족에 대한 2차 정벌의 책임자로 다시 한번 정벌하고 4군의 설치에 기여하였다. 4군 지역의 중요성은 파저강 정벌 이후 책임자였던 최윤덕이 이후 조정에서 우의정, 좌의정이면서도 여진족을 경계하기 위해 평안도 도절제사를 3년 동안 겸임한 것과, 1443년 4군 설치가 완성될 때까지 10년중에, 조정에서 재상의 반열에 있던 60세를 넘긴 두 노장이 7년간을 책임진 것에서도 알 수 있다. 4군 지역은 6진 지역과 더불어 세종대에 군사적으로 가장 중요한 지역이었다. 이 두 노장이 세종에게 얼마나 신뢰를 주었는지 알 수 있는 부분이다.

## 가계
- 증조 - 이익(李翊) : 보문각제학(寶文閣提學), 예안 이씨 시조
  - 조부 - 이변(李昪) : 성균좨주(成均祭酒)
    - 아버지 - 이송(李竦, ? ~ 1388년) : 군부판서(軍簿判書), 무진피화 때 참수됨
    - 어머니 - 영삼사사(領三司事)·곡성부원군(曲城府院君)·충경공(忠敬公) 염제신(廉悌臣, 1304년 ~ 1382년)의 막내딸
      - 장남 - 이효로(李孝老)
      - 차남 - 이충로(李忠老)

## 이천이 등장한 작품
- 《천문: 하늘에 묻는다》 (2019년, 배우: 김홍파)
- 《장영실》 (KBS, 2016년, 배우: 김도현)
- 《대왕 세종》 (KBS, 2008년, 배우: 전현)

## 같이 보기
- 조선 세종
- 최윤덕
- 장영실
- 김종서
- 4군 6진
- 혼천의
- 이순지
- 최해산
- 김담
- 파저강 전투